# Summer Edition
Summer Edition je tretji studijski album slovenske punk skupine Elvis Jackson, ki so jo izdali v samozaložbi EJ Records leta 2003. Del albuma je bil posnet v Kölnu v Nemčiji, kjer so Elvis Jackson sodelovali s člani skupine Schaelsig Steppas: Martin Rascher (klaviature), Rene Michaelsen (pozavna) in David Menke (saksofon).

## Seznam pesmi
1. »Loser«
2. »The Other Me«
3. »You and I«
4. »Hawaiian Club«
5. »Don't Go Too Far«
6. »Running«
7. »Morning«
8. »Weakies«
9. »This Song«
10. »Get Up!«
11. »No One Else«
12. »Hold On!«

## Zasedba
| Elvis Jackson - David Kovšca - Buda — vokal - Boštjan Beltram - Berto — kitara, spremljevalni vokal - Erik Makuc - Slavc — bas kitara | Ostali - Antonio Zamora Caceras - Bongo — tolkala - DJ Dado — scratchi - David Menke — saksofon - Martin Rascher — klaviature - Rene Michaelsen — pozavna - Alexandra Ferreira Godinho — spremljevalni vokal - Hannes Jaeckl (kot "J. Kell") — klaviature, sampli, programiranje, produkcija - Rupert Metnitzer — mastering |